# مايك مالوري
مايك مالوري (بالإنجليزية: Mike Mallory)‏ هو لاعب كرة قدم أمريكية أمريكي، ولد في 1963 في بولينغ غرين في الولايات المتحدة.